# Saint-Jean-de-Rebervilliers
 Saint-Jean-de-Rebervilliers  là một xã thuộc tỉnh Eure-et-Loir trong vùng Centre-Val de Loire miền trung nước Pháp.